# كاندور العالمية
مدرسة كاندور العالمية هي إحدى المدارس العالمية المختلطة في مدينة بنغالور في ولاية كارناتاكا في الهند والتي تأسست على يد سورش ريدي عام 2010، الذي أسس إدارة ساكث التعليمية .وهي مدرسة معتمدة من الباكالوريا الدولية ومن الشهادة العامة للتعليم الثانوي (IGCSE)  ومعتمد من تقييم كامبردج للتعليم (CAIE) وتبلغ مساحتها 30 فدانًا، وتضم 650 طالب من تسعة عشر جنسية مختلفة، ويعد خريج مدرسة كاندور كأحد خريجين الجامعات المرموقة لما فيها من مميزات مثل جامعة كاليفورنيا، وبيركلي، وسان دييغو، وجامعة برينستون، وجامعة باث، وجامعة NUS بسنغافورة، وجامعة كريست، وكلية الحقوق الوطنية.

## المناهج الدراسية
تقدم مدرسة كاندور مناهج عالمية لجميع المراحل الدراسية: الابتدائية، والمتوسطة، والثانوية. وتدمج في مناهجها الفن والرياضة والخدمة الاجتماعية وتراعي ذوي الاحتياجات الخاصة بتخصيص برامج خاصة بهم.
المراحل الدراسية في مدرسة كاندرو هي:
- المدرسة الابتدائية (من رياض الأطفال إلى الصف الخامس): وهي مدرسة معتمدة من البكالوريا الدولية لمنهج المراحل الابتدائية (IB PYP).
- المرحلة المتوسطة (من الصف السادس إلى الصف العاشر): اعتمدت مناهج دراسية لصفوف السادس إلى الصف العاشر في ضوء معايير كامبردج للتقييم الدولي للتعليم (CAIE) وصممت للصف العاشر برامج تتوافق مع اختبار الشهادة العامة الدولية للتعليم الثانوي (IGCSE).
- المدرسة الثانوية (من الصف الحادي عشر إلى الصف الثاني عشر): تقدم مدرسة كاندور للصف الحادي عشر والثاني عشر برنامج دبلوم البكالوريا الدولية (IBDP) وتزويد الطلاب بالمؤهلات والمعايير المعتمدة دوليًا لتأهيل للتعليم الجامعي (AS & A) وبعد تخرج الطلبة من الصف الثاني عشر يقوموا اما بالتقديم على البرنامج دبلوم البكالوريا الدولية أو باختيار (AS & A)، ويقوم الطلاب بالتخطيط لأنشطة داخل المدرسة وبين مدارس آخرى لتبادل المناهج فيما بينها وعرض المناهج المشتركة. [3] [4]

## مبنى المدرسة
تمتد المدرسة على مساحة 25 فدانًا وتوجد فيها مزرعة تبلغ مساحتها 6 فدان وفيها جناح خاص بالإدارة وجناح لرياض الأطفال وجناح للابتدائي والمتوسط وجناح للثانوي. وكما يتوفر فيها خدمة الواي فاي ويوجد سكن للأولاد والبنات فوق سن العاشرة.

## مرافق المدرسة
تضم المدرسة العديد من المرافق منها مزرعة مساحتها 5 فدان، وسكن للطلاب، واستديو للموسيقى، ومختبرات علمية ومكتبات. اما المرافق الرياضية فتشتمل على ملاعب لكرة السلة، وملاعب للتنس، وملاعب لكرة القدم والهوكي، وملعب الكريكيت، وحوض سباحة نصفه للأطفال والنصف الآخر أولمبي، ومضمار لممارسة رياضة الجري والهرولة ونـادي رياضي. اما المرافق الداخلية فتشمل على ملعب كرة طائرة، وطاولة بلياردو، وطاولة هوكي هوائية، وتنس طاولة، وكرة قدم الطاولة (فرفيره)، وطاولة شطرنج، ولعبة الكيرم، وبلاي ستيشن.

## السكن
توفر المدرسة سكن للطلاب لما هم في صف خامس وما فوق، ويختار الطالب بين الإقامة الأسبوعية والدائمة فالمقيم الدائم يظل في السكن طوال السنة الدراسية اما المقيم الأسبوعي يقيم في السكن من يوم الاثنين إلى الجمعة ويعيدون إلى منازلهم في أيام عطلات نهاية الأسبوع. ويتسع السكن لحوالي 300 طالب. ونالت المدرسة في هذا الجانب المركز السابع ضمن أفضل 20 مدرسة سكنية في الهند عام 2019-20 حسب مجلة اجكيشن تودي.

## الجوائز
حازت مدرسة كاندور على المركز الأول في الهند حسب مجلة (Education Today) عام 2019-20 وذلك لمكانتها الاكاديمية وسمعتها الحسنة.  وصنفت مدرسة كاندور في مجلة (Forbes India Marquee) في قائمة المدارس الهندية الكبرى عام 2018-19 كأفضل يوم عالمي، وسجلت ايضًا كأفضل مدرسة سكنية في مجلات مختلفة: كمجلة (Times of India) و (Education Today) و (Education World) و (Careers360). وعلى مدار السنوات حصدت المدرسة العديد من الجوائز والتكريمات منها حصولها على المركز الأول في الهند في المحافظة على الصحة واتخاذ إجراءات السلامة وحصلت على المركز الثالث في البناء والهندسة المعمارية وصنفت كواحدة من أفضل خمسة مدارس سكنية.

## وصلات خارجية
- الموقع الرسمي
- «أفضل 5» مدارس دولية في الهند ، Education Today.co
- تعيين ماهيش بوباثي سفيراً للعلامة التجارية لمدرسة كاندور الدولية ، Times of India.com